# Voices from the FIFA World Cup
Voices from the FIFA World Cup es el álbum musical realizado para la celebración de la Copa Mundial de Fútbol de 2006 en Alemania. El tema oficial para la FIFA 2006 fue Time of Our Lives, interpretado por Il Divo junto con la invitada Toni Braxton. 
Este álbum incluye una serie de temas de artistas de diferentes partes del mundo, destacando los temas oficiales del evento:
- Celebrate the day (Zeit, dass sich was dreht), interpretado por Herbert Grönemeyer y la participación del dúo maliense Amadou & Mariam, es el himno oficial del torneo. El tema, siguiendo la línea del lema El mundo entre amigos intenta representar la unidad de diferentes culturas (mezclando ritmos electrónicos, pop y música africana) en torno a un objetivo común.

- Time of Our Lives, una balada interpretada por el grupo Il Divo junto a Toni Braxton, es la canción oficial del torneo. El tema pretende rendir tributo a los jugadores de y grandes estrellas de las ediciones pasadas de la Copa Mundial de Fútbol.

- Hips don't lie, en su versión Bamboo, es el tema elegido para oficiar como melodía del torneo (usada, por ejemplo, al inicio de las transmisiones televisivas de los 64 partidos). Este tema de Shakira fue el más exitoso del año 2006 y el primero de dicha cantante en alcanzar el primer puesto en las listas radiales de Europa y Norteamérica.

## Lista de canciones
El disco contiene oficialmente los siguientes temas:
| Voices from the FIFA World Cup |                                                 |                                            |          |  |
| N.º                            | Título                                          | Intérprete (es)                            | Duración |  |
| 1.                             | «Time of Our Lives»                             | Il Divo y Toni Braxton                     |          |  |
| 2.                             | «Hips don't Lie (versión Bamboo)»               | Shakira ft. Wyclef Jean                    |          |  |
| 3.                             | «Your song»                                     | Elton John                                 |          |  |
| 4.                             | «Thank you»                                     | Dido                                       |          |  |
| 5.                             | «Woman in love»                                 | Barbra Streisand                           |          |  |
| 6.                             | «Because of you»                                | Kelly Clarkson                             |          |  |
| 7.                             | «Truly madly deeply»                            | Savage Garden                              |          |  |
| 8.                             | «Why»                                           | Annie Lennox                               |          |  |
| 9.                             | «Just the way you are»                          | Billy Joel                                 |          |  |
| 10.                            | «Hero»                                          | Mariah Carey                               |          |  |
| 11.                            | «By your side»                                  | Sade                                       |          |  |
| 12.                            | «I Believe in You (Je crois en toi)»            | Il Divo y Céline Dion                      |          |  |
| 13.                            | «Bridge over troubled water»                    | Simon & Garfunkel                          |          |  |
| 14.                            | «Regresa A Mí»                                  | Il Divo                                    |          |  |
| 15.                            | «Every time we say goodbye»                     | Rod Stewart                                |          |  |
| 16.                            | «One moment in time»                            | Whitney Houston                            |          |  |
| 17.                            | «Always on my mind»                             | Elvis Presley                              |          |  |
| 18.                            | «Celebrate the day (Zeit, dass sich was dreht)» | Herbert Grönemeyer junto a Amadou & Mariam |          |  |

Una versión especial para Australia contiene estos temas y otros 22 más en una compilación de dos discos.